# Marek Profus
Marek Waldemar Profus (ur. 5 kwietnia 1952 w Warszawie) – polski przedsiębiorca, od 1994 do 1996 najbogatszy Polak według Wprost, założyciel firmy Profus Management i Międzynarodowej Giełdy Towarowej, właściciel pisma Piłka Nożna, dawny właściciel nieistniejących pism Piłka Nożna Plus i Szpilki, menedżer piłkarzy nożnych.

## Wczesne życie
Marek Waldemar Profus urodził się 5 kwietnia 1952 roku w Warszawie i tam też się wychował. Ukończył technikum elektroniczne. W nagrodę za dobre wyniki w nauce wyjechał na praktyki do NRD, gdzie pracował w firmie komputerowej i ukończył Instytut Herdera w Marburgu. Tam również w 1971 przeprowadził pierwszą w życiu większą transakcję handlową. Kupił kilkunastoletnie auto marki Pobieda, które sprzedał w Polsce z kilkakrotnym zyskiem. Do Polski wrócił w 1976.

## Biznes
W 1977 założył firmę Profus Management, która importowała do Polski sprzęt RTV i była partnerem firmy informatycznej Industrial and Financial Systems. Otworzył punkty serwisowe urządzeń marki Sony i Panasonic. Na początku lat 90. miał 900 sklepów z elektroniką, 11 składów celnych i hurtowni oraz własny transport. Profus Management zajmowała się również organizowaniem remontów oraz napraw sprzętu i uzbrojenia, w szczególności samolotów i silników lotniczych z byłego ZSRR oraz Polski.
Na przełomie lat 70. i 80. zaczął inwestować za granicą, w Hongkongu założył wytwórnię kaset wideo.
W roku 1992 zainwestował w rosyjską drużynę Fakieł Woronież plasującą się w dole tabeli ligowej. Było to posunięcie strategiczne, ponieważ klub był powiązany z zakładami wojskowymi "WASO", jednym z największych na świecie producentów samolotów i broni używanej w lotnictwie.
Od 1992 był wydawcą tygodnika Piłka Nożna i miesięcznika Piłka Nożna Plus. Był również właścicielem tygodnika Szpilki i portalu Pilkanozna.pl.
W 1993 wycofał się z biznesu elektronicznego i wraz z żoną Gabrielą utworzył Międzynarodową Giełdę Towarową, która specjalizowała się w hurtowym handlu sprzętem wojskowym, ropą, paliwami, metalami kolorowymi, stalą, produktami chemicznymi, lekami i żywnością.
Ma licencję FIFA zezwalającą na przeprowadzanie międzynarodowych transferów piłkarskich. Od 2001 przeprowadzał transfery zawodników z Europy Wschodniej do zachodnich klubów. W 2010 był menedżerem 65 piłkarzy z Europy, Ameryki Południowej i Afryki. W 2011 wyraził zainteresowanie kupnem klubu piłkarskiego Korona Kielce. W 2020 TVP3 Kielce donosiło, że ponownie jest zainteresowany kupnem klubu.
W 2008 Rzeczpospolita donosiła, że Marek Profus został w 1993 zarejestrowany przez Wojskowe Służby Informacyjne jako osobowe źródło informacji i dzięki temu miał w 1994 otrzymać koncesję na obrót specjalny, w tym między innymi na handel bronią. W 1995 oficer Wojskowych Służb Informacyjnych wskazywał, że firma biznesmena może być infiltrowana przez rosyjskie służby.
W 2016 wyciekły dokumenty Panama Papers, z których wynikało, że w 8 lutego 1993 kancelaria Mossack Fonseca zarejestrowała spółkę o nazwie Profus Management West Ltd w raju podatkowym na Bahamach. Jej udziałowcami i dyrektorami zostali Marek i Gabriela Profusowie. Sam Marek Profus zaprzeczył, jakoby miał optymalizować podatki przy pomocy firm w rajach podatkowych. Według niego spółka nigdy nie zaczęła działalności, a jej założenie tłumaczył wynikiem panującej wówczas mody oraz presji społeczno-środowiskowej na tworzenie tego rodzaju spółek. Profus Management West Ltd została wykreślona z rejestru pod koniec 2015 roku.

## Ocena majątku
W latach 90. Marek Profus regularnie pojawiał się w pierwszej dziesiątce najbogatszych Polaków według tygodnika „Wprost”. Ostatni raz pojawił się w pierwszej setce w 2010, kiedy tygodnik oszacował jego majątek na 1,46 miliardów złotych. Gdy Forbes zaczął prowadzić swoją listę najbogatszych Polaków, zdecydował się nie uwzględniać Profusa, argumentując, że jego majątku nie da się oszacować.
Polski Klub Biznesu i miesięcznik Businessman uznały go "Biznesmenem Roku 1991".

### Lista 100 najbogatszych Polaków Wprost
| Rok  | Miejsce         | Zmiana | Majątek (w mln zł) | Zmiana | Przypis |
| ---- | --------------- | ------ | ------------------ | ------ | ------- |
| 2010 | 13.             | 6      | 1460               | 260    | [ 6 ]   |
| 2009 | 19.             | 15     | 1200               | 300    | [ 4 ]   |
| 2008 | 34.             | 6      | 900                |        | [ 14 ]  |
| 2007 | 28.             | 8      | 900                |        | [ 15 ]  |
| 2006 | 20.             | 3      | 900                | 10     | [ 16 ]  |
| 2005 | 17.             | 2      | 890                | 5      | [ 17 ]  |
| 2004 | 15. (z rodziną) | 6      | 885                | 35     | [ 7 ]   |
| 2003 | 9. (z rodziną)  | 70     | 850                | 730    | [ 5 ]   |
| 2002 | 79.             | 61     | 120                | Nowy   | [ 18 ]  |
| 2001 | 18.             | 8      | ?                  |        | [ 19 ]  |
| 2000 | 10.             | 5      | ?                  |        | [ 20 ]  |
| 1999 | 5.              | 2      | ?                  |        | [ 21 ]  |
| 1998 | 3.              | 1      | ?                  |        | [ 22 ]  |
| 1997 | 2.              | 1      | ?                  |        | [ 23 ]  |
| 1996 | 1.              |        | ?                  |        | [ 24 ]  |
| 1995 | 1.              |        | ?                  |        | [ 25 ]  |
| 1994 | 1.              | 1      | ?                  |        | [ 26 ]  |
| 1993 | 2.              | 3      | ?                  |        | [ 27 ]  |
| 1992 | 5.              | 4      | ?                  |        | [ 28 ]  |
| 1991 | 9.              | 12     | ?                  |        | [ 29 ]  |
| 1990 | 21.             | Nowy   | ?                  |        | [ 30 ]  |

## Życie prywatne
Media opisywały go jako osobę, która unika rozgłosu i chroni swoją prywatność. Na początku lat 90. prasa donosiła, że mieszka w blokowisku na Woli.
Jego żoną jest Gabriela Profus, która w przeszłości pełniła różne funkcje zarządcze w firmach Profusa.